# Right Here, Right Now (Giorgio Moroder-dal)
A Right Here, Right Now című dal az olasz producer Giorgio Moroder és az ausztrál énekesnő Kylie Minogue közös dala, mely Moroder Déjà Vu című stúdióalbumán található. A dal mérsékelt siker volt az európai kislemezlistán, azonban az amerikai US Dance Club Songs lista élére került.

## Összetétel
A "Right Here, Right Now" című dal egy dance-klubdal, amely funk, és elektronikus zenei stílusokkal tarkított diszkódal.

## Előzmények
A "Right Here, Right Now" című Giorgio Moroder dal a producer " Déjà Vu" című stúdióalbumának 2. kimásolt kislemeze, melyen Kylie Minogue ausztrál énekesnő közreműködik. A dalt 2015. január 16-án szivárogtatták ki, majd január 20-án jelent meg a digitális platformokon. A dal producerei Moroder, és Patrick Jordan-Patrikios voltak. A dalt Moroder, Patrikios, Karen Poole, és David Etherington írta. A dalt Mitch McCarthy keverte az Owl Foot Racnh stúdióban Los Angelesben, Kaliforniában.
A novemberben bejelentett Déjà Vu című album olyan művészek közreműködésével készült, mint Minogue, Britney Spears, Sia, Charli XCX, Mikky Ekko, Foxes, és Matthew Koma. Ez volt az első stúdióalbum több mint 30 év után.
Kylie Minogue már korábban is rögzített egy dalt "Right Here, Right Now" címmel 4. Let’s Get to It című 1991-es stúdióalbumán.

## Összetétel
A "Right Here, Right Now" című dal nagyrészt pozitív kritikákat kapott a kritikusoktól. A Billboard magazin Giorgio Moroder reneszánszának részeként írta le a lüktető pop/dance dalt. Sok sajtóorgánum úgy vélte, hogy a dal szoros együttműködésben született Moroder és Minogue között. Nolan Freeney a Time magazintól kijelentette, hogy az együttműködés jól sikerült, majd megjegyezte, hogy a dal úgy hangzott, mintha Minogue utolsó stúdióalbumán a Kiss Me Once címűn jelent volna meg. Freeney így nyilatkozott:" A szám, mely vokoderszerű csuklásának köszönhetően egyértelmű, hogy Morodernek nem okoz gondot a hangzás frissítése ennyi évtized után". Stefan Kyriazis a Daily Express munkatársa úgy jellemezte Minogue-t, mint egy "tökéletes partnert a bűnözésben".
A Music Times így nyilatkozott: "A dallam megmutatja Moroder azon képességét, hogy megformáljon egy dalt amelyen együttműködik. A "Right Here, Right Now" mindkét előadóból a legjobbat hozza ki. Moroder oszcilláló mély basszusával és diszkóstílusával Minogue lelkes előadásával teljes. Coplan kijelentette, hogy Moroder szakértő volt a dal létrehozásában, mely felhívta a figyelmet a Donna Summerrel közös korábbi munkáira.

## Kereskedelmi sikerek
A dal mérsékelt kereskedelmi siker volt, Az Egyesült Királyságban nem sikerült felkerülnie a kislemezlistára, mivel 2014 júliusa óta tartalmaz streamelési adatokat, ehelyett a 125. helyet érte el. A dal a 74. helyen debütált a brit eladási listán 2015. február 1-én, majd a 79. helyre esett vissza, mielőtt kiesett a listáról.
Európa más részein a dal csupán egyetlen hetet töltött a listákon. Franciaországban a 147. míg Spanyolországban a 40. helyen végzett. Belgiumban a dal nem jelent meg az Ultratop kislemezlistán, mivel a Flanders és Wallónia Ultratip listákon szerepelt a 10. illetve a 28. helyen.
Az Egyesült Államokban a "Right Here, Right Now" a 35. helyen debütált a Billboard Hot Dance Club Songs listán 2015. március 7-én majd 2015. április 18-án az első helyre került. Így ez Moroder első, míg Minogue 12. dala amely listavezető volt ezen a listán.

## Élő előadások
A "Right Here, Right Now" című dalt Minogue és Moroder a Kiss Me Once Tour Secret Kiss szegmensében adták elő Donna Summer "I Feel Love" című dalával együtt.

## Videoklip
A Daniel Börjesson által rendezett klipet 2014. decemberében forgatták. Blake McGrath koreografálta a forgatást. 2014 januárjában egy tizenöt másodperces kedvcsináló klipet töltöttek fel a YouTubera, februárban pedig már a teljes zenei videót Moroder fiókjába. A videót 6.8 millión nézték meg Moroder hivatalos YouTube csatornáján.

## Feldolgozások
2020 októberében a japán énekes Yű Hayami dolgozta fel a dalt Slenderie Ideal című válogatásalbumára.

## Formátumok és számlista
Digitális letöltés
1. "Right Here, Right Now" (featuring Kylie Minogue) – 3:30

Remixes – EP
1. "Right Here, Right Now" (featuring Kylie Minogue) – 3:30
2. "Right Here, Right Now" (featuring Kylie Minogue) (DJ Sneak) – 5:43
3. "Right Here, Right Now" (featuring Kylie Minogue) (Felix Da Housecat Remix) – 5:27
4. "Right Here, Right Now" (featuring Kylie Minogue) (Ant LaRock Remix) – 5:44
5. "Right Here, Right Now" (featuring Kylie Minogue) (Kenny Summit Club Mix) – 6:28

More Remixes – EP
1. "Right Here, Right Now" (featuring Kylie Minogue) (Extended Version) – 6:43
2. "Right Here, Right Now" (featuring Kylie Minogue) (7th Heaven Radio Edit) – 3:59
3. "Right Here, Right Now" (featuring Kylie Minogue) (Whiiite Remix) – 4:38
4. "Right Here, Right Now" (featuring Kylie Minogue) (Zoo Brazil Remix) – 4:33
5. "Right Here, Right Now" (featuring Kylie Minogue) (Ralphi Rosario's São Paulo Remix) – 8:14

## Slágerlista
| Slágerlista (2015)                        | Legjobb helyezések |
| ----------------------------------------- | ------------------ |
| Argentina (Los 40 Principales)            | 1                  |
| Belgium (Ultratip Flanders)               | 10                 |
| Belgium Dance (Ultratop Flanders)         | 21                 |
| Belgium (Ultratip Wallonia)               | 28                 |
| Finnország (Latauslista)                  | 17                 |
| Franciaország (Single Top 100)            | 147                |
| Skócia (Scottish Singles Top 40)          | 75                 |
| Spanyolország (PROMUSICAE)                | 40                 |
| Egyesült Királyság (UK Download Chart)    | 74                 |
| US Hot Dance Club Songs (Billboard)       | 1                  |
| US Hot Dance/Electronic Songs (Billboard) | 26                 |

## Megjelenések
| Ország             | Dátum             | Formátum                                | Label                      |
| ------------------ | ----------------- | --------------------------------------- | -------------------------- |
| Olaszország        | 2015. január 19.  | Contemporary hit radio                  | RCA                        |
| Különböző          | 2015. január 20.  | Digitális letöltés                      | Giorgio Moroder Music RCA  |
| Egyesült Királyság | 2015. január 30.  | Digitális letöltés                      | Giorgio Moroder Music RCA  |
| Olaszország        | 2015. február 20. | Contemporary hit radio (DJ Sneak Remix) | RCA                        |
| Ausztrália         | 2015. február 27. | Digitális letöltés (Remix EP)           | Giorgio Moroder Music Sony |
| Brazilia           | 2015. február 27. | Digitális letöltés (Remix EP)           | Giorgio Moroder Music Sony |
| Írország           | 2015. február 27. | Digitális letöltés (Remix EP)           | Giorgio Moroder Music Sony |
| Egyesült Királyság | 2015. március 1.  | Digitális letöltés (Remix EP)           | Giorgio Moroder Music RCA  |
| Egyesült Államok   | 2015. március 3.  | Digitális letöltés (Remix EP)           | Giorgio Moroder Music RCA  |
| Kanada             | 2015. március 3.  | Digitális letöltés (Remix EP)           | Giorgio Moroder Music Sony |